# Kelly Rulon

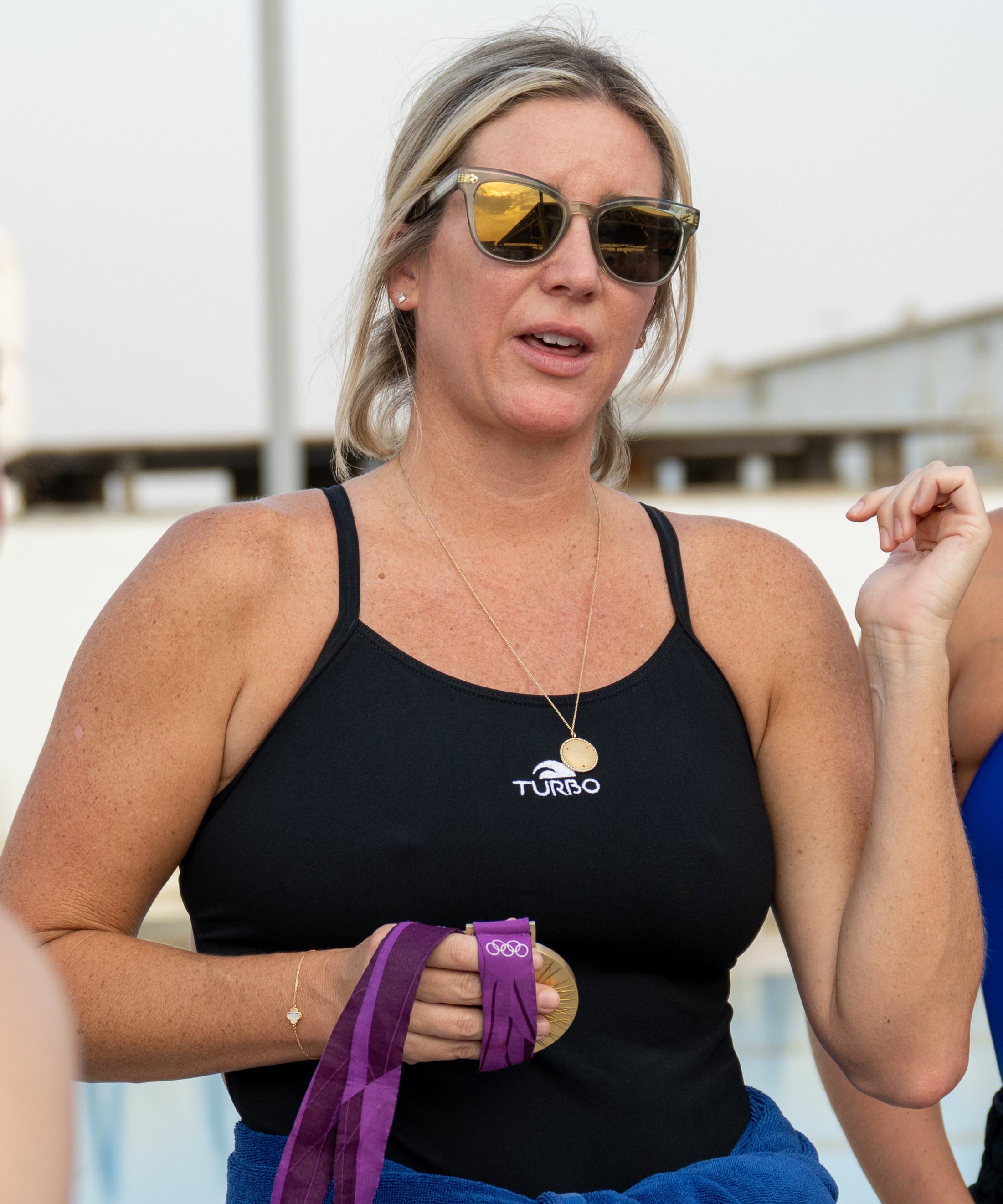
Kelly Rulon, 2024

Kelly Kristen Rulon (* 16. August 1984 in San Diego, Kalifornien) ist eine ehemalige Wasserballspielerin aus den Vereinigten Staaten. Sie gewann bei Olympischen Spielen eine Gold- und eine Bronzemedaille. Je einmal erhielt sie Gold bei Weltmeisterschaften und bei Panamerikanischen Spielen.

## Sportliche Karriere
Die 1,78 Meter große Kelly Rulon gewann ab 2003 mit dem Team der University of California, Los Angeles viermal den Titel der National Collegiate Athletic Association. 2004 wurde sie in die Nationalmannschaft berufen. Bei den Olympischen Spielen 2004 in Athen unterlagen die Amerikanerinnen im Halbfinale den Italienerinnen, im Spiel um die Bronzemedaille bezwangen sie die Australierinnen mit 6:5. Kelly Rulon erzielte vier Turniertore, alle in der Vorrunde. Bei der Weltmeisterschaft 2005 in Montreal erreichte die Mannschaft aus den Vereinigten Staaten das Finale und unterlag dann den Ungarinnen mit 7:10 nach Verlängerung. Danach zog sich Rulon aus der Nationalmannschaft zurück und ging 2007 als Profi nach Italien.
2009 spielte Rulon wieder im Nationalteam. Bei der Weltmeisterschaft 2009 in Rom gewann Rulon ihren einzigen Weltmeistertitel durch einen 7:6-Finalsieg über Kanada. Mit ihren beiden Toren im Schlussviertel trug Rulon entscheidend zum Titelgewinn bei. 2011 belegte die Mannschaft aus den Vereinigten Staaten den sechsten Platz bei der Weltmeisterschaft in Shanghai. Bei den Panamerikanischen Spielen in Guadalajara stand es am Ende 8:8 zwischen dem US-Team und den Kanadierinnen. Erst im Shootout siegte das US-Team. Bei den Olympischen Spielen 2012 in London gewannen die Amerikanerinnen im Viertelfinale mit 9:6 gegen die Italienerinnen. Im Halbfinale folgte gegen die Australierinnen ein 11:9 nach Verlängerung und im Finale siegte das US-Team mit 8:5 gegen die Spanierinnen. Rulon warf vier Turniertore, davon zwei im Viertelfinale. 2013 bei der Weltmeisterschaft in Barcelona wurde Rulon mit dem Nationalteam noch einmal Fünfte.
Nach ihrer aktiven Laufbahn wurde Kelly Rulon Trainerin für verschiedene Altersklassen bei Corona del Mar Athletics.